# Pepijn de Korte
Pepijn (of Pippijn) (Jupille-sur-Meuse, 714 – Saint-Denis, 24 september 768), de Korte  of de Jongere genaamd,  was vanaf 741 hofmeier en vanaf 751 tot zijn dood de eerste koning der Franken uit het Karolingische huis.

## Afkomst
Hij was een zoon van Karel Martel en Rotrude van Trier. Hij trouwde met Bertrada van Laon, dochter van Charibert van Laon. Omdat hij was vernoemd naar zijn grootvader, Pepijn van Herstal, die op zijn beurt ook vernoemd was naar zijn grootvader, Pepijn van Landen, beiden hofmeier, wordt Pepijn de Korte ook wel genummerd als Pepijn III. Pepijn is de vader van Karel de Grote.

## Jeugd
Pepijn werd in 714 geboren in een geslacht van machtige hofmeiers, maar ten tijde van zijn geboorte was zijn vader nog lang niet zeker van zijn positie. Pas na enkele jaren van burgeroorlog kon Karel Martel zich in 719 als hofmeier van alle Franken vestigen.

## Gedeelde regering met Carloman

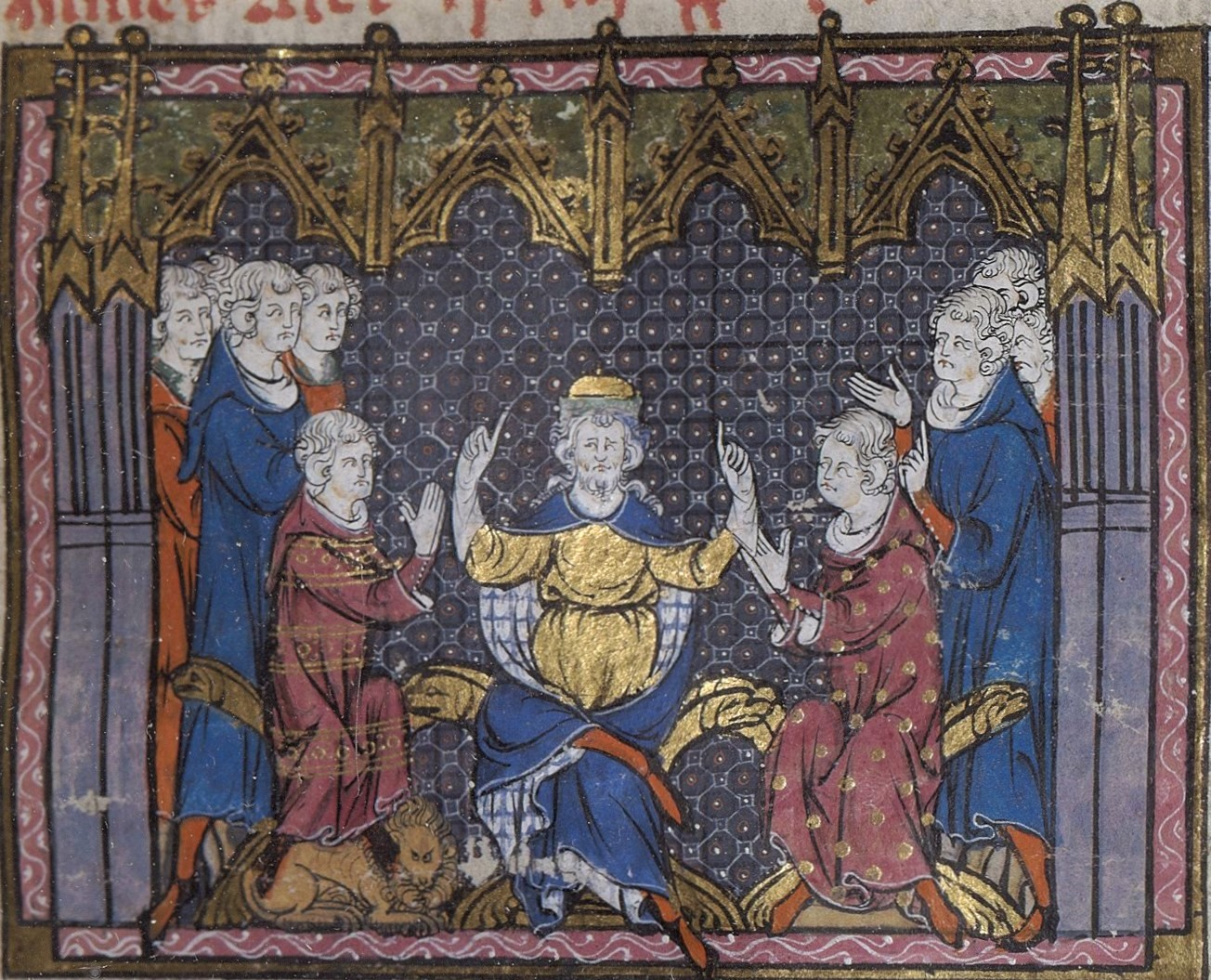
Hofmeier Karel Martel verdeelt het Frankenrijk tussen Pepijn en Carloman
(14e eeuw), miniatuur uit Grandes Chroniques de France door Maître de Fauvel, Bibliothèque Nationale in Parijs

In 741 stierf Karel, in naam nog hofmeier maar in de praktijk koning van de Franken. Karel had niet eens de moeite genomen om de schijn op te houden en na de dood van de laatste koning had hij de positie vacant gelaten. Pepijn en zijn broer Carloman volgden hun vader op als hofmeier en de facto heersers van het koninkrijk tijdens een interregnum (737-743). Pepijn kreeg het gezag in het westelijk deel van het rijk (Aquitanië, Neustrië, Bourgondië, de Provence en de gebieden rond Metz en Trier), Carloman regeerde in het oostelijk deel (de rest van Austrasië, Thüringen, Alemannië en Beieren). Hun halfbroer Grifo kreeg enkele graafschappen in het westen van Austrasië. Aquitanië, Alemannië en Beieren waren onderworpen aan het Frankisch gezag maar behielden een hoge mate van zelfstandigheid.
De bijzondere verdeling van het westelijke grensgebied van Austrasië was vermoedelijk gebaseerd op een tweede verdeling: naast de regering moest ook het familiebezit worden verdeeld. En het familiebezit van de Karolingen lag in de dalen van de Maas en de Moezel. Het lijkt erop dat Pepijn de bezittingen in het Moezeldal kreeg, Carloman die in het Maasdal en dat ook Grifo enkele restanten kreeg.

### Consolidatie van de macht
In 742 bakenden Pepijn en Carloman hun domeinen af tijdens een bijeenkomst in Naintré. Grifo werd in Laon gevangengenomen en gedwongen om in een klooster in te treden. Ze voerden samen veldtochten in Aquitanië en Alemannië.
De broers haalden in 743 de Merovingische troonpretendent Childerik III uit het klooster en maakten hem koning, vermoedelijk als zet tegen de hertogen van Allemanië, Beieren en Aquitanië, die ontevreden waren over de behandeling van Grifo. Ze versloegen aan de Lech een verbonden Beiers-Alemannisch leger, dat werd ondersteund door Saksische en Slavische hulptroepen. Het jaar daarop (744) versloeg Pepijn de opstandige Alemannen in de Elzas.
In 745 liet Carloman het grootste deel van de adel van de Alemannen (wegens verraad) doden tijdens een landdag in Cannstatt (tegenwoordig een wijk in Stuttgart). Het verzet van de Alemannen was hiermee definitief gebroken. De hertog van Aquitanië maakte gebruik van de verwikkelingen in Allemanië door Neustrië aan te vallen. Hij werd op zijn beurt ook door de broers verslagen.
Carloman trad in 747, vermoedelijk onder dwang, in een klooster. Hij benoemde zijn zoon Drogo tot zijn opvolger en beval hem aan in de bescherming van Pepijn, maar Drogo werd al snel door Pepijn terzijde geschoven. Pepijn was nu alleen hofmeier (dux et princeps Francorum). Grifo ontsnapte naar Beieren, waar zijn moeder, Swanahilde, de tweede vrouw van Karel Martel, vandaan kwam, Pepijn dwong hertog Odilo van Beieren om zijn gezag te erkennen.
Toen in 748 Odilo van Beieren overleed, probeerde Grifo in Beieren de macht te grijpen. Pepijn viel Beieren binnen en installeerde de minderjarige Tassilo III als hertog. Hij benoemde Grifo tot markgraaf van de Bretonse Mark.

### Kerkelijke hervormingen
In 743 werden op voorstel van Bonifatius in Austrasië hervormingen in de kerk doorgevoerd. Deze waren gericht op handhaving van het celibaat en het opgeven van de onmatige manier van leven van de geestelijkheid. In 744 riep Pepijn een concilie bijeen te Soissons om de hervormingen ook in Neustrië door te voeren. Pepijn paaide de ontstemde geestelijkheid door eerder door zijn vader in beslag genomen kerkbezittingen weer terug te geven.

## Regering als koning
Naast zijn actie in Beieren in 748 is van de eerste jaren van de regering van Pepijn als enige hofmeier alleen bekend dat hij in 749 bezittingen schonk aan de Abdij van Prüm.

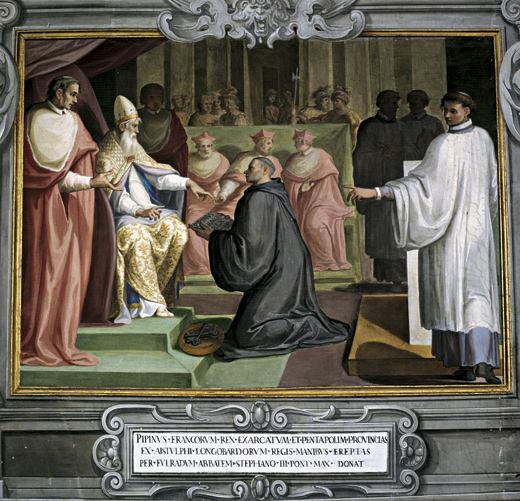
Paus Stefanus II ontvangt land van Pepijn de Korte in 754

In 751 sloot Pepijn een overeenkomst met paus Zacharias. De paus was ernstig in het nauw gebracht door de Longobarden, die van de interne problemen in het Byzantijnse Rijk gebruikmaakten door eerst Ravenna te veroveren en vervolgens Rome te bedreigen. Als wederdienst steunde de paus Pepijn in zijn streven om zelf koning te worden. Volgens de overlevering vroeg Pepijn aan de paus wie koning moest zijn: diegene die de titel droeg of hij die de eigenlijke macht uitoefende. Tijdens een landdag in Soissons werd Childerik III, de laatste koning van de Merovingen, afgezet en gedwongen in te treden in de Abdij van Sint-Bertinus in Sint-Omaars en werd Pepijn tot koning gekozen.
In 752 zond Pepijn Chrodegang naar Rome als gezant naar de nieuwe paus Stefanus II (III). Voordat Pepijn tegen de Longobarden kan optrekken, moest hij eerst nog enkele andere zaken afwikkelen. In 753 versloeg hij de Saksen en in datzelfde jaar werd zijn halfbroer Grifo bij Maurienne gedood toen hij de Alpen wilde oversteken om zich bij de Longobarden aan te sluiten.
In 754 reisde paus Stefanus II naar Pepijn om het bondgenootschap tegen de Longobarden te bevestigen en zalfde Pepijn en zijn zoons opnieuw. De Frankische edelen zwoeren op straffe van excommunicatie om alleen nakomelingen van Pepijn als koning te kiezen. Pepijn beloofde op zijn beurt aan de paus een eigen staat rond Rome, onder zijn bescherming. Deze gift van land staat bekend als de Donatie van Pepijn. Carloman kwam uit zijn klooster in Italië en trok als onderhandelaar namens de Longobarden naar zijn broer, hij verbleef bij zijn schoonzuster Bertrada. Zijn missie bleef zonder succes, maar is er vermoedelijk wel de aanleiding toe geweest dat zijn zoon Drogo gedwongen werd om in een klooster te treden. Carloman stierf korte tijd later in Vienne.

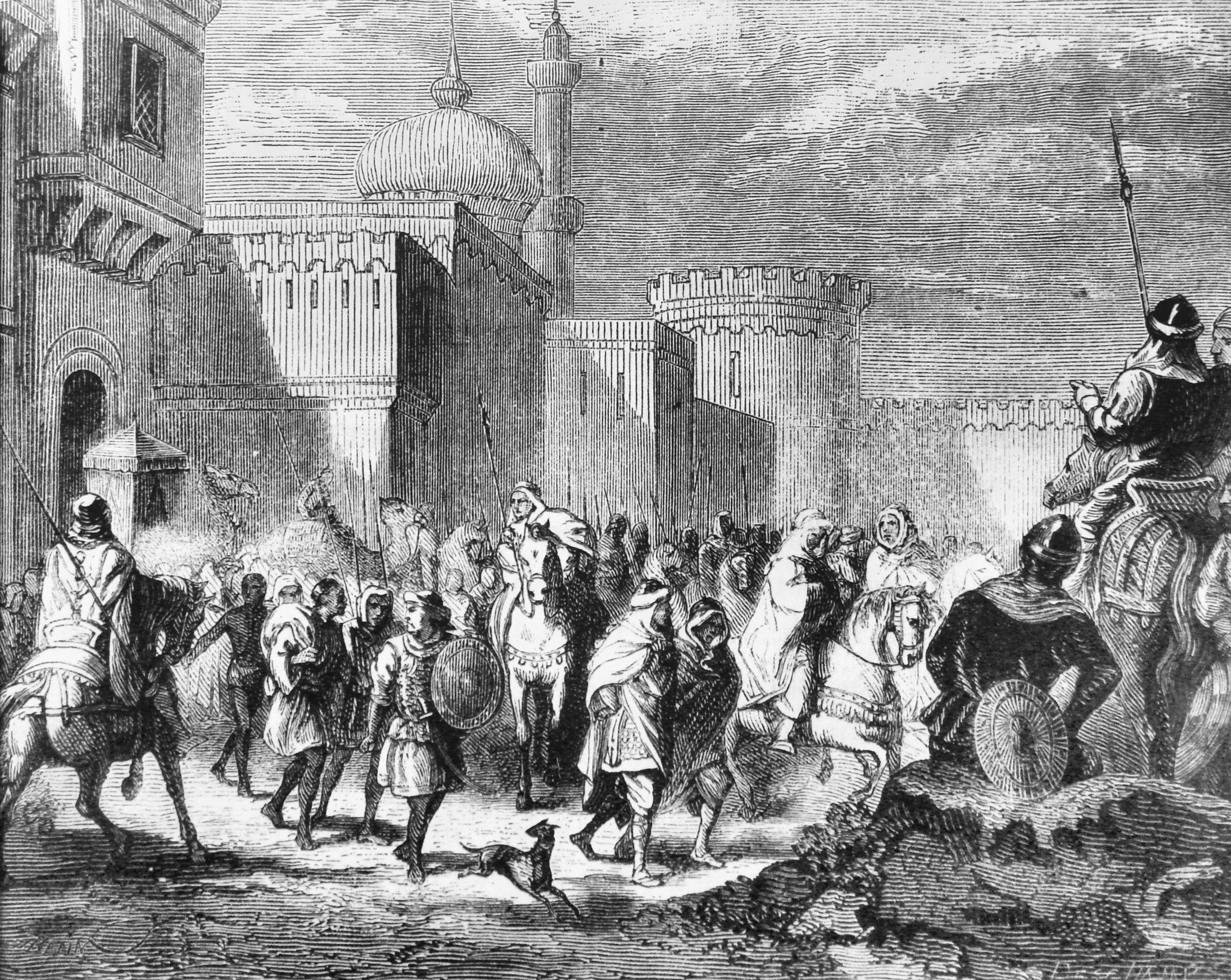
Pepijn de Korte verdrijft een Arabisch leger uit Narbonne in Septimanië (759)
(19e eeuw), Franse gravure van Emile Bayard

In 755 belegerde Pepijn de Longobarden in hun hoofdstad Pavia en sloot een vredesovereenkomst met hun koning Aistulf. In 756 verbrak Aistulf de bepalingen van het verdrag en belegerde de paus in Rome. Pepijn trok opnieuw naar Italië en dwong de Longobarden om het exarchaat Ravenna af te staan, dat hij vervolgens aan paus Stephanus II schonk. Dit leidde tot spanningen met de Byzantijnen, doordat Ravenna voor de verovering door de Longobarden Byzantijns was. Pepijn werd door de paus tot Patricius van Rome benoemd.
Terug in eigen land voerde hij een monetaire hervorming door waarbij de zilveren denarius als eenheidsmunt werd ingevoerd. In 757 voerde hij oorlog tegen de Saksen en dwong hij Tassilo III van Beieren een eed van trouw aan hem af te leggen. In 758 volgde nog een campagne tegen de Longobarden en in 759 verdreef hij de Arabieren uit Septimanië.
In 760 begon Pepijn een campagne tegen hertog Waifar van Aquitanië. Hij slaagde erin zijn macht over dit hertogdom systematisch van noord naar zuid uit te breiden. In 761 verwoestte hij de stad Clermont-Ferrand en schonk hij, onder bedreiging van excommunicatie, grote sommen voor de herbouw van de kerk. Gedwongen door een hongersnood moest hij zijn campagnes in 764 opschorten, maar na het overlijden van Waifar wist hij zijn macht over Aquitanië definitief te vestigen.

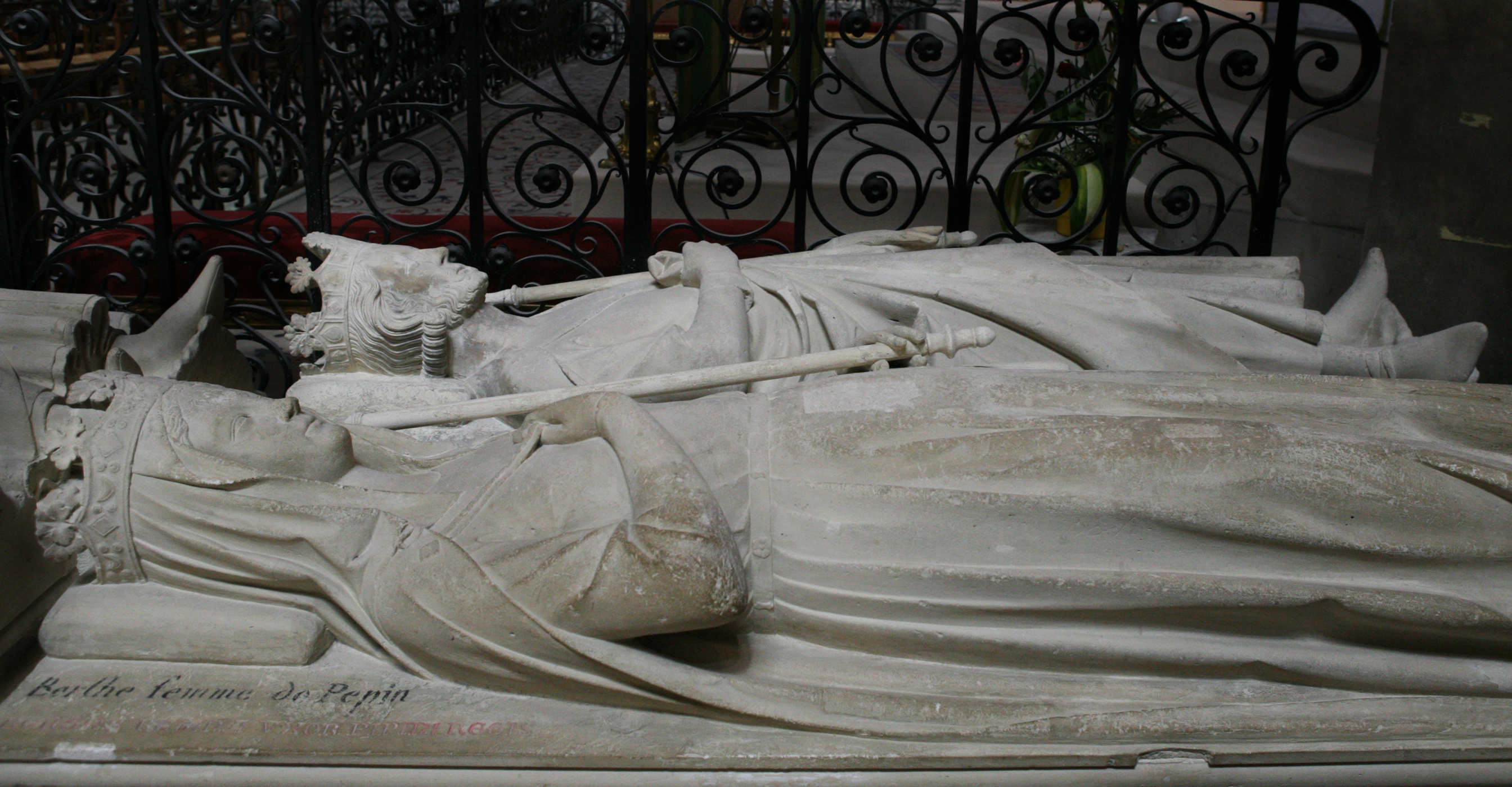
Graf van Pepijn en Bertrada
(beelden uit de gotiek), kathedraal van Saint-Denis

 De bijnaam "de Korte" die vaak wordt gebruikt lijkt geen enkele historische grond te hebben maar door middeleeuwse geschiedschrijvers te zijn geïntroduceerd. Pepijn zette het binnenlandse beleid van zijn vader voort (ontwikkeling naar feodale structuren, opbouw zware cavalerie) en legde het huwelijks- en scheidingsrecht vast. Ook stelde hij een hofkapel en een kanselarij in en bereidde hij een hervorming van de liturgie voor.
Pepijn overleed in 768 in Saint-Denis en werd begraven in de kathedraal van Saint-Denis naast zijn vrouw Bertrada van Laon. Tijdens de Franse Revolutie werd zijn graf, net als de andere Franse koningsgraven, geschonden en leeggehaald. In overeenstemming met zijn wens werd hij begraven met zijn gezicht naar beneden, als boetedoening. Zijn rijk werd verdeeld door zijn zonen Karel en Carloman.

## Familie en kinderen
In zijn eerste huwelijk was Pepijn getrouwd met Leutberga, een prinses uit het Donaugebied. Zij hadden vijf kinderen. Hij verstootte haar voor Bertrada van Laon. Door te nauwe verwantschap waren er jaren nodig voordat de Kerk het huwelijk met Bertrada erkende. In 762 wilde Pepijn haar verstoten, maar dat mislukte door het verzet van de paus. Pepijn en Bertrada hadden de volgende kinderen:
- Karel de Grote
- Karloman I
- Gisela (757 - Chelles, 30 juli 810); in 765 verloofd met de latere keizer Leo IV van Byzantium maar de verloving werd verbroken; in 788 tot abdis van Chelles benoemd
- Pepijn (759-761)
- Chrotais, jong overleden, begraven in de abdij van St Arnulf in Metz
- Adelais, jong overleden, begraven in de abdij van St Arnulf in Metz
- mogelijk nog twee onbekende dochters

## Voorouders
| Voorouders van Pepijn de Korte                                                                                               | Voorouders van Pepijn de Korte                       | Voorouders van Pepijn de Korte                       | Voorouders van Pepijn de Korte                       | Voorouders van Pepijn de Korte                       | Voorouders van Pepijn de Korte                       | Voorouders van Pepijn de Korte                       | Voorouders van Pepijn de Korte                       | Voorouders van Pepijn de Korte                       |
| --- | ---------------------------------------------------- | ---------------------------------------------------- | ---------------------------------------------------- | ---------------------------------------------------- | ---------------------------------------------------- | ---------------------------------------------------- | ---------------------------------------------------- | ---------------------------------------------------- |
| Overgrootouders | Ansegisus (hofmeier) (610-662) ∞ Begga (620-693)     | Ansegisus (hofmeier) (610-662) ∞ Begga (620-693)     | ? (-) ∞ ? (-)                                        | ? (-) ∞ ? (-)                                        | ? (–) ∞ ? (-)                                        | ? (–) ∞ ? (-)                                        | ? (–) ∞ ? (-)                                        | ? (–) ∞ ? (-)                                        |
| Grootouders | Pepijn van Herstal (635-714) ∞ Alpaida (640-714)     | Pepijn van Herstal (635-714) ∞ Alpaida (640-714)     | Pepijn van Herstal (635-714) ∞ Alpaida (640-714)     | Pepijn van Herstal (635-714) ∞ Alpaida (640-714)     | Liutwin (-718) ∞ ? (-)                               | Liutwin (-718) ∞ ? (-)                               | Liutwin (-718) ∞ ? (-)                               | Liutwin (-718) ∞ ? (-)                               |
| Ouders | Karel Martel (689-741) ∞ Rotrude van Trier (690-724) | Karel Martel (689-741) ∞ Rotrude van Trier (690-724) | Karel Martel (689-741) ∞ Rotrude van Trier (690-724) | Karel Martel (689-741) ∞ Rotrude van Trier (690-724) | Karel Martel (689-741) ∞ Rotrude van Trier (690-724) | Karel Martel (689-741) ∞ Rotrude van Trier (690-724) | Karel Martel (689-741) ∞ Rotrude van Trier (690-724) | Karel Martel (689-741) ∞ Rotrude van Trier (690-724) |
| Pepijn de Korte (714-768) Herman Kaptein: Hoe de wereld veranderde rond het jaar 750. Walburg Pers, 2025. ISBN 9789464565034 |                                                      |                                                      |                                                      |                                                      |                                                      |                                                      |                                                      |                                                      |